# Condado de Stewart (Georgia)
El condado de Stewart (en inglés: Stewart County), fundado en 1830, es uno de 159 condados del estado estadounidense de Georgia. En el año 2008, el condado tenía una población de 4666 habitantes y una densidad poblacional de 3 personas por km². La sede del condado es Lumpkin. El condado recibe su nombre por Daniel Stewart.

## Geografía
Según la Oficina del Censo, el condado tiene un área total de 1200 km² (463,3 mi²), de la cual 1188 km² (458,7 mi²) es tierra y 12 km² (4,6 mi²) (0.98%) es agua.

### Condados adyacentes
- Condado de Chattahooche (norte)
- Condado de Webster (este)
- Condado de Randolph (sur)
- Condado de Quitman (suroeste)
- Condado de Barbour, Alabama (oeste)
- Condado de Russell, Alabama (noroeste)

## Demografía
Según el censo de 2000, había 5252 personas, 2007 hogares y 1348 familias residiendo en la localidad. La densidad de población era de 4 hab./km². Había 2354 viviendas con una densidad media de 2 viviendas/km². El 37.11% de los habitantes eran blancos, el 61.54% afroamericanos, el 0.25% amerindios, el 0.17% asiáticos, el 0.01% isleños del Pacífico, el 0.11% de otras razas y el 0.82% pertenecía a dos o más razas. El 1.50% de la población eran hispanos o latinos de cualquier raza.
Los ingresos medios por hogar en la localidad eran de $24 789, y los ingresos medios por familia eran $29 611. Los hombres tenían unos ingresos medios de $27 568 frente a los $19 035 para las mujeres. La renta per cápita para el condado era de $16 071. Alrededor del 22.20% de la población estaban por debajo del umbral de pobreza.

## Transporte

### Principales carreteras
- U.S. Route 280
- SR 1
- SR 27
- SR 39

## Localidades
- Americus
- Andersonville
- De Soto
- Leslie
- Plains
- Cobb